# David Svoboda (Moderner Fünfkämpfer)
David Svoboda (* 19. März 1985 in Prag) ist ein tschechischer Moderner Fünfkämpfer. 2012 in London wurde er Olympiasieger.

## Sportliche Karriere
Svoboda trat 2002 erstmals international an, als er bei der Jugendeuropameisterschaft den 28. Platz belegte; 2003 erreichte er den zweiten Platz. 2004 belegte Svoboda den sechsten Platz bei der Juniorenweltmeisterschaft in Shekesferhervar, 2006 lief er auf den dritten Platz bei der Junioreneuropameisterschaft, bei der Juniorenweltmeisterschaft 2006 in Schanghai gewann er den Titel. 
2008 belegte er bei der Weltmeisterschaft in der Erwachsenenklasse den zweiten Platz hinter dem Russen Ilja Frolow. Bei den Olympischen Sommerspielen 2008 in Peking belegte Svoboda den 29. Platz. 2009 gewann Svoboda den Weltmeistertitel in der Staffel, in der Einzelwertung belegte er den zweiten Platz hinter dem Ungarn Ádám Marosi, auch in der Mannschaftswertung gewannen die Ungarn vor den Tschechen. 2010 gewann Svoboda die Militärweltmeisterschaft und die Europameisterschaft. Bei der Weltmeisterschaft in Chengdu erreichte er Platz 17 in der Einzelwertung und den fünften Platz mit der Staffel. 2011 gewann Svoboda den Weltcup in Budapest und den Kreml-Cup in Moskau, landete aber als 23. der Europameisterschaft und als 32. der Weltmeisterschaft bei den großen Meisterschaften 2011 nicht im Vorderfeld. 
Im Mai 2012 belegte er in Rom den neunten Platz bei der Weltmeisterschaft und im August gewann er bei den Olympischen Spielen die Goldmedaille. 